# Emily Procter
Emily Mallory Procter (Raleigh, 8 ottobre 1968) è un'attrice statunitense.

## Biografia
È nata e cresciuta a Raleigh, in Carolina del Nord, dove ha frequentato la Ravenscoft School. I genitori divorziarono quando Emily aveva due anni. Si è laureata alla East Carolina University in giornalismo e danza. Subito dopo ha lavorato come presentatrice meteo alla WNCT-TV di Greenville.
Dopo il suo trasferimento a Los Angeles il padre per due anni pagò per lei la retta di una scuola di recitazione. Prima ancora di completarla, ottenne alcuni piccoli ruoli in film come Jerry Maguire (1996) e Breast Men (1997), dove recitò al fianco di David Schwimmer e Chris Cooper. Durante la terza stagione di Lois & Clark - Le nuove avventure di Superman (1995-1996) ha interpretato il ruolo di Lana Lang. È anche apparsa nel film per la televisione Hazzard 20 anni dopo nel ruolo di Mavis (1997).
È anche stata una guest-star ricorrente in West Wing - Tutti gli uomini del Presidente nel ruolo di Ainsley Hayes, avvocato repubblicano associato alla Casa Bianca.
Il successo è arrivato con il ruolo di Calleigh Duquesne nella serie televisiva CSI: Miami, prodotta dalla CBS dal 2002.
Ha partecipato al Live Earth del 2007 leggendo estratti di un saggio scritto da Michelle Gardner-Quinn mentre era studentessa dell'Università del Vermont.

## Vita privata
Procter ha una relazione con il musicista Paul Bryan dal 2008. L'8 dicembre 2010, ha dato alla luce la loro figlia Philippa Frances (chiamata "Pippa"). Per la sua gravidanza non ha partecipato alla nona stagione di CSI: Miami e le sue apparizioni nello show sono state limitate per l'intera stagione.
Appassionata di sport e di corsa, ha partecipato al Malibu and Hermosa triathlons ed è stata ambasciatrice alla maratona benefica Nike 26.2 per la Leukemia & Lymphoma Society. È una brava giocatrice di poker. Ha avuto occasione di dimostrare la sua bravura durante il Celebrity Poker Showdown, nel quale giocava contro altre celebrità raccogliendo soldi per delle associazioni umanitarie.
Ha ricevuto nel 2007 il Distinguished Alumni Award dalla Ravenscroft school, premio assegnato dalla scuola a ex-alunni che si sono distinti per successi personali, civili e professionali.

## Filmografia

### Cinema
- Via da Las Vegas (Leaving Las Vegas), regia di Mike Figgis (1995)
- Crosscut, regia di Paul Raimondi (1996)
- Jerry Maguire, regia di Cameron Crowe (1996)
- The Girl Gets Moe, regia di James Bruce (1997)
- Breast Men, regia di Lawrence O'Neil (1997)
- Family Plan - Un'estate sottosopra (Family Plan), regia di Fred Gerber (1998)
- Kingdom Come, regia di Shannon Goldman (1999)
- Guinevere, di Audrey Wells (1999)
- Body Shots, regia di Michael Cristofer (1999)
- Forever Fabulous, regia di Werner Molinsky (1999)
- The Big Tease, regia di Kevin Allen (1999)
- FBI: Operazione tata (Big Momma's House 2), regia di John Whitesell (2006)
- Barry Munday - Papà all'improvviso (Barry Munday), regia di Chris D'Arienzo (2010)

### Televisione
- Renegade - serie TV, episodio 3x18 (1995)
- Fast Company – film TV, regia di Gary Nelson (1995)
- Friends – serie TV, episodio 2x02 (1995)
- Lois & Clark - Le nuove avventure di Superman (Lois & Clark: The New Adventures of Superman) – serie TV,  1 episodio (1996)
- Hazzard 20 anni dopo (The Dukes of Hazzard: Reunion!) – film TV, regia di Lewis Teague (1997)
- Ultime dal cielo (Early Edition) – serie TV,  1 episodio (1997)
- West Wing - Tutti gli uomini del Presidente (The West Wing) – serie TV, 12 episodi (2000–2002)
- Submerged - Inabissati (Submerged) – film TV, regia di James Keach (2001)
- CSI - Scena del crimine (CSI: Crime Scene Investigation) – serie TV, 1 episodio (2002)
- CSI: Miami – serie TV, 232 episodi (2002-2012)
- White Collar – serie TV, episodi 4x15 - 4x16 (2013)

## Doppiatrici italiane
- Anna Rita Pasanisi in CSI: Scena del crimine, CSI: Miami, White Collar - Fascino criminale
- Francesca Guadagno in Family Pian - Un'estate sottosopra
- Liliana Sorrentino in FBI: Operazione tata
- Chiara Colizzi in West Wing - Tutti gli uomini del Presidente